# Saxophonic
Saxophonic – czwarty album Roberta Chojnackiego, wydany w 2006 roku. 

## Lista utworów
Wersja standardowa:
1. Andrzej Piaseczny - Kiedy jestem...
2. Andrzej Piaseczny - Będziesz znów...
3. Krzysztof Kiljański - Poranna nostalgia
4. Wiktoria - Studnia życzeń
5. Big Stars - Teraz my!... Świecie drżyj
6. Artur Gadowski - Janek S
7. Camille Miller - Make It Right
8. Paweł Kukiz - Idziemy żyć
9. Kuba Badach - W pół do serca
10. Robert Chojnacki - Historia z walizką
11. Andrzej Piaseczny - Polskie twarze
12. Wiktoria - Cinema Box

Wersja dwupłytowa:
CD 1
1. Andrzej Piaseczny - Kiedy jestem...
2. Camille Miller - Almost to Heaven
3. Andrzej Piaseczny - Będziesz znów...
4. Krzysztof Kiljański - Poranna nostalgia
5. Wiktoria - Studnia życzeń
6. Big Stars - Teraz my!... Świecie drżyj
7. Artur Gadowski - Janek S
8. Ryszard Rynkowski - Your Latest Trick
9. Camille Miller - Impatiently
10. Robert Chojnacki - Lily Was Here

CD 2
1. Andrzej Lampert - Baker Street
2. Camille Miller - Make It Right
3. Andrzej Piaseczny - Miejsce, gdzie czekam
4. Paweł Kukiz - Idziemy żyć
5. Andrzej Piaseczny & Magda Steczkowska - Ruszamy w miasto
6. Kuba Badach - W pół do serca
7. Robert Chojnacki - Historia z walizką
8. Camille Miller - I Can't Make You Love Me
9. Andrzej Piaseczny - Polskie twarze
10. Wiktoria - Cinema Box

## Muzycy
- Robert Chojnacki - saksofon, flet, śpiew
- Andrzej Piaseczny - śpiew
- Camille Miller - śpiew
- Artur Gadowski - śpiew
- Michał Grott - gitara basowa
- Krzysztof Kiljański - śpiew
- Wojciech Wójcicki - instrumenty klawiszowe
- Sławomir Berny - instrumenty perkusyjne
- Michał Dąbrówka - perkusja
- Wojciech Olszak - fortepian, instrumenty klawiszowe, nagranie
- Michał Grymuza - gitary, programowanie
- Marlow Holder - gitara basowa
- Andrzej Rękas - puzon
- Chris Aiken - instrumenty klawiszowe
- Andrzej Lampert - śpiew
- Dariusz Kozakiewicz - solo gitary
- Paweł Kukiz - śpiew
- Magda Steczkowska - śpiew
- Ryszard Rynkowski - śpiew
- Kuba Badach - śpiew
- Wiktoria Katajew - śpiew
- Sebastian Sołdżyński - trąbka
- Marek Podkowa - saksofon tenorowy
- Wojciech Karolak - organy Hammonda
- Mike Norman - gitara
- Filip Sojka - gitara basowa
- Funky Filon - scratching, gramofony
- Wojciech Wójcicki - fortepian, aranżacja i produkcja
- Chórki:
  - Patrycja Gola, Beata Bednarz, Lora Szafran
  - Magda Steczkowska
  - Ryszard Rynkowski
  - Andrzej Piaseczny
  - Kuba Badach
  - Camille Miller
  - Krzysztof Kiljański
  - Artur Gadowski